# Helsingborgs Dagblads fotopris
Helsingborgs Dagblads fotopris utdelas sedan 2017 av Helsingborgs Dagblad för att årligen belöna viktig bildjournalistik.
Prissumman är på 25 000 kronor och syftet med priset är att uppmuntra bra bildjournalistik och bereda den ytterligare exponering i tider då medieutrymmet för bilden minskar. 
Juryn för priset är Jenny Maria Nilsson och Johan Malmberg. 

## Pristagare
- 2017: Nora Lorek[2]
- 2018: Alexander Mahmoud[3]
- 2020: Kicki Lundgren[4]
- 2021: Troy Enekvist[5]
- 2022: Ikram Abdulkadir[6]
- 2023: Nils Petter Löfstedt[7]
- 2024: Anders Hansson[8]